# Estadio Campeón del Siglo

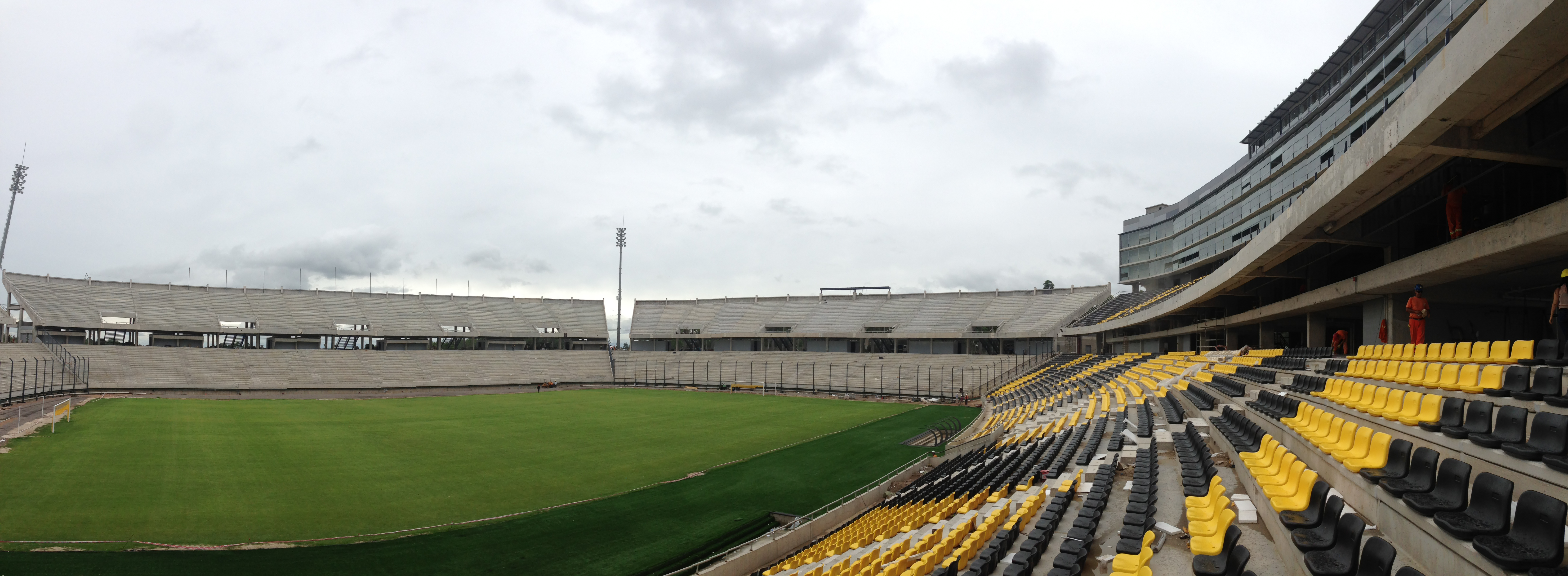
Estadio Campeón del Siglo

Estadio Campeón del Siglo is een voetbalstadion in de Uruguayaanse hoofdstad Montevideo. Het werd geopend in 2016. Het stadion biedt plaats aan 40.000 toeschouwers. De voetbalclub Peñarol is de vaste bespeler van het stadion. Het stadion beschikt over meer dan 100 skyboxen. Het stadion kostte ongeveer $40.000.000. Het is na het Estadio Centenario het grootste stadion van Uruguay.